# فیس‌اپ
فِیس‌اَپ (انگلیسی: FaceApp) یک برنامهٔ موبایل برای سیستم‌عامل‌های آی‌اواس و اندروید است. این برنامه را شرکت روسیِ وایرلس لب با استفاده از تکنولوژی شبکه عصبی توسعه داده‌است که به‌صورت خودکار، تصاویر تغییریافتهٔ بسیار نزدیک به واقعیت را می‌سازد. این نرم‌افزار می‌تواند چهره را به‌گونه‌ای تغییر دهد تا جوان‌تر، پیرتر، خندان یا از جنسیت دیگری به‌نظر برسد. فیس‌اپ در ژانویه ۲۰۱۷ برای آی‌اواس و فوریه ۲۰۱۷ بر روی اندروید شروع به‌کار کرد.